# Klacovské Dvory
Klacovské Dvory (do początku XX w. też Klačovské Dvory, Klacovy Dvory, Klatov oraz Zadní Dvory, niem. Klatzower Höfe, Klatzow, Klatzau czy Klacow) – część hradeckiej dzielnicy Svobodné Dvory.

## Geografia i przyroda

### Położenie

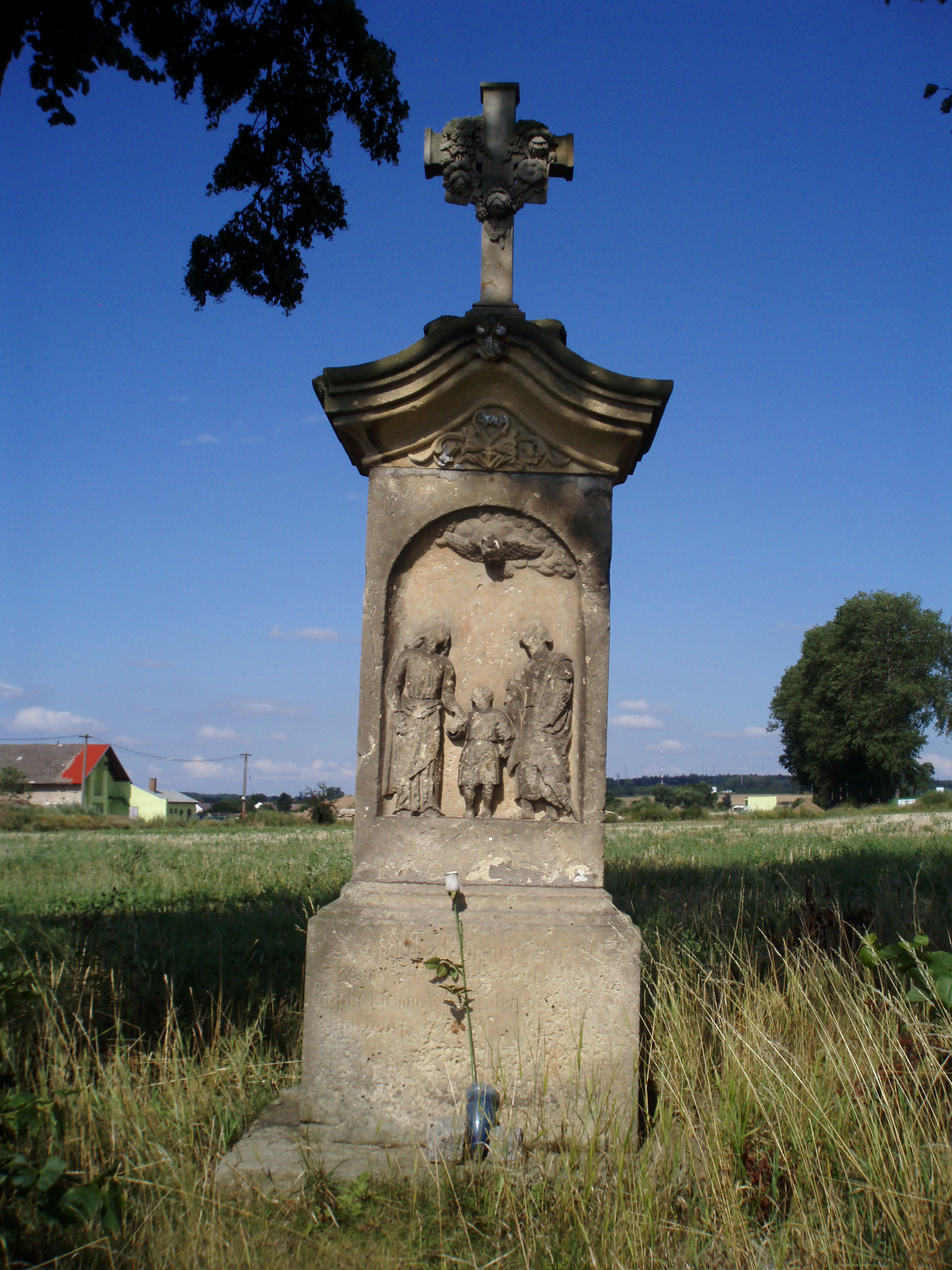
Zabytkowy krzyż kamienny z 1861 r.

Klacovské Dvory są położone na obszarze Kotliny Czeskiej, między gminami Bříza, Stěžery oraz dzielnicą Svobodné Dvory. Z lokalnych nazw gruntów, które znajdują się tutaj, trzeba wspomnieć: „Na Velkém Schejbale“, „Na Malém Schejbale“, „U Oberstatovy Meze“, „U Svodnice“, „Nad Cihelnou“, „Na Křemenci“, „Laholovská“, „Gregrovská“, „Sagovská“, „Pod Sagovou mezí“, „Nad Ouvozem“, „Za Cverglovnou“, „Vohrádka“, „U Studánek“, „Na Velkých Vrších“, „Na Malých Vrších“, „Na Klínech“, „U Šraňku“, U Seminářské Meze“ oraz „Vedle Fortifikační Cihelny“. Ich współrzędne geograficzne: 50° 13' 32.552" długości geograficznej wschodniej oraz 15° 46' 6.117" szerokości geograficznej północnej (zabytkowy krzyż z 1861 r.).

### Hydrologia
Miejscowość leży w dorzeczu Łaby. Jedynym ciekiem wodnym przepływającym przez Klacovské Dvory jest Chaloupecká svodnice, która jest znana też pod nazwą Chaloupská stoka. Na terenie Dvorów Klacovskich jest kilka sztucznych zbiorników wodnych, np. pod domem nr 8, w lasach po lewej stronie drogi do miejscowości Bříza oraz w lesie w okolicy domu nr 17.

### Geologia
W większości przeważają pokrywy lessowe, z domieszką plejstoceńskich piasków i żwirów, które wzdłuż Svodnicy Chaloupeckiej mieszają się z inundacyjnymi osadami holocenu.

### Fauna i flora
Lokalna fauna i flora składa się z typowych gatunków Europy Środkowej. Większość gruntów jest użytkowanych rolniczo. Z lasów pozostało prawie nic. Mały las z moczarem w okolicy domu nr 17 jest rajem dla wielu gatunków wodno-błotnych. Jednak istnieje zagrożenie w formie nielegalnego wysypiska w północno-zachodniej części lasu. Podobnie rzecz wygląda w przypadku dzikiego wysypiska w lesie w kierunku gminy Bříza.

### Ochrona przyrody
Tutaj nie znajdują się obszary chronione.

## Demografia

### Liczba ludności
| Rok             | 1826 | 1833 | 1843 | 1869 | 1880 | 1890 |
| --------------- | ---- | ---- | ---- | ---- | ---- | ---- |
| Liczba ludności | 55   | 69   | 77   | 86   | 69   | 81   |

## Historia
Cały obszar Dvorów Svobodnych jest zamieszkany od czasów prehistorycznych, o czym świadczą częste znaleziska archeologiczne, ale pierwsza wzmianka o Dvorach Klacovskich pochodzi dopiero z XVII wieku. Godne uwagi jest również znalezienie szkieletu dużego konia oraz dwóch szkieletów ludzkich z IX oraz X wieku przy poszerzeniu drogi w pobliżu domu Františka Komárka nr 20 w 1909 r.
Na początku był tu samotny Dwór Klacovski, który należał do miasta Hradec Králové. Obok niego są w metryce kościoła św. Anny wzmiankowane w 1600 r. dwory: Bohdanecki, Srdínkowski, Smetanowski oraz Komárkowski.
Pierwsza wzmianka o istnieniu tego sołectwa pochodzi z 1628 r., kiedy to w poniedziałek po św. Katarzynie wybuchł pożar w dworze Jana Gestřibskiego z Rysenburku, a następnie zostało spalonych 5 domów w okolicy. Również wojna trzydziestoletnia przyniosła wielkie spustoszenie w całej okolicy.
Budowa twierdzy hradeckiej w XVIII w. oznaczała rozwój wszystkich 4 części Dvorów Svobodnych, gdyż przeniosła się tutaj część mieszkańców zburzonego Przedmieścia Praskiego. W latach 1780–1800 dwory Bohdanecký, Klacovský oraz Cihelna zostały podzielone pomiędzy miejscową ludność, pod warunkiem że będzie obowiązkowo wykonywać prace w lasach miejskich, i to w zależności od ilości otrzymanych gruntów. Takich ludzi nazywano familiantami. W tym samym okresie wieś otrzymała własnego sołtysa. Funkcję tę pełnili m.in. Ullrich i Hoffmann.

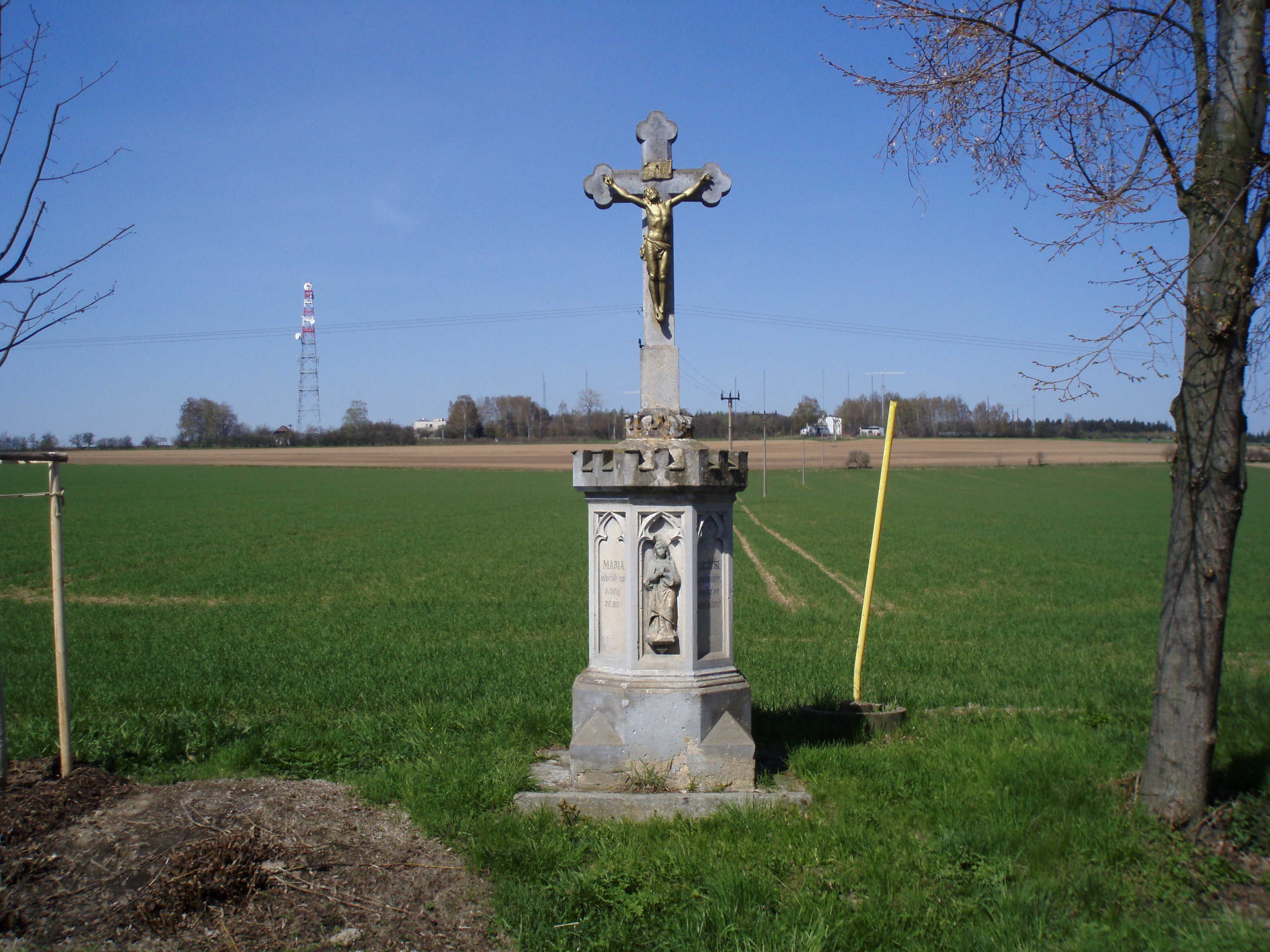
Zabytkowy krzyż kamienny z 1888 r.

Kiedy gminy wokół Hradca Králové otrzymały własny samorząd (1849–1850), zostały połączone Svobodné Dvory, Bohdanecké Dvory, Klacovské Dvory, składające się z 11 domów oraz Cihelna, otrzymując wspólny komitet gminny i burmistrza. Miejscowości te nadal żyły swoim życiem i miały własnego sołtysa i komitet. Każda z tych miejscowości miała także własną numerację domów i nieruchomości w ramach swojej własnej administracji. Dopiero 4 stycznia 1894 r. doszło do połączenia majątku wszystkich części gminy politycznej oraz katastralnej, do faktycznego sformowania gminy Svobodné Dvory i ostatecznego upadku sołectwa Klacovské Dvory, które zostały dotknięte przez wydarzenia wojenne w 1866 r. oraz w 1922 r. zostały oddzielone od szkoły stěžerskiej i dołączone do Okręgu Szkolnego Svobodnodvorskiego. Obecnie wieś przypomina tylko nazwa ulicy Klacovskiej. Tylne krańce tej miejscowości są teraz nazywane Chaloupky.

## Zabytki
- Zabytkowy krzyż kamienny z 1861 r.
- Zabytkowy krzyż kamienny z 1888 r. przy drodze Bříza-Stěžery
- Rzeźba św. Jana Nepomucena z 1840 r. przy byłej cegielni J. Kučery
- Pozostałości tradycyjnej architektury ceglanej z XIX w.